# جراخوسكي شتيت

مقطع ثلاثي الأبعاد للقمة

جراخوسكي شتيت ()، والمترجمة إلى الإنجليزية باسم Gerlachov Peak)، والتي يشار إليها بشكل غير رسمي باسم Gerlach ، هي أعلى قمة في جبال تاترا العليا، في سلوفاكيا، بارتفاع 1,500 كيلومتر (930 ميل) ضمن سلسلة جبال الكاربات الطويلة.
تدرج عادة على أن ارتفاعها 2,655 متر فوق مستوى سطح البحر (8,711 قدم), إلا أن الإرتفاع في الواقع أقل بـ 0.6 متر (2.0 قدم).[بحاجة لمصدر] تتكون (شكلها هرمي)من كتلة صخرية تتميز بضخامتها تدعى سيرك. على الرغم من ارتفاع منخفض نسبيا (حوالي 2000 متر الارتفاع العمودي من قاع الوادي)إلا أنه يجعل جراخوسكي شتيت ترتفع. استطاعت أن تكون أعلى جبل من مملكة المجر، في البلدان من تشيكوسلوفاكيا، سلوفاكيا ثم تشيكوسلوفاكيا مرة أخرى في غضون أقل من ثلاثة عقود من القرن ال20.
تُشَارِك جراخوسكي شتيت الجيولوجيا والبيئة مع بقية جبال تاترا العالية، لكنه يوفر بيئة جديرة بالاهتمام لعلماء الأحياء كأعلى أرض في أي مكان في أوروبا شمال الموازي الذي يربط ما يقرب من ميونيخ، سالزبورغ، وفيينا. ومع قيود السفر التي فرضتها الكتلة الشرقية، كان الجبل يعتز على وجه الخصوص باعتباره النقطة الأرفع المتاحة للتسلق من قبل التشيك والألمان الشرقيين والهنغاريين والبولنديين والسلوفاك. تستمر في جذب حصتها من الزوار رغم أن السلطات المحلية تضيف باستمرار قيودًا جديدة على الوصول.

## التسميات

### حاليّاً
جراخوسكي شتيت يعني «ذروة (الخاصة بـقرية) جيرلوكوف». على السلوفاكية العامية (غير رسمي) اسم جيرلاخ. على البولندية الرسمية أسماء غيرلاخ أو Gierlach ، في حين البولندية العامية أسماء Girlach و Garłuch. اسم قرية Gerlachov نفسه هو من الألمانية الأصل، لأن Spiš المنطقة حول جبال تاترا العالية في سلوفاكيا اعتادت أن تكون مسكونة من قبل المستوطنين الألمان لعدة قرون.

### في ماضي
كان أول اسم مسجل للذروة هو Szepes - German  Kösselberg (Cauldron Mountain) على خريطة من عام 1762. تم تسجيل الاسم السلوفاكي للجبال لأول مرة باسم Kotol ، وهو ما يعني أيضًا «المرجل»، في عام 1821. كل الأسماء تشير إلى الذروة في مرجل مميزة مثل سيرك.
الاسم الذي أصبح شائعًا في كتب السفر والأدب الآخر في القرن التاسع عشر، هو اسمه الحالي، الذي يربط الجبل بقرية غيرلاتشوف عند سفحها. لقد رددت أقدم إشارة غير متمايزة معروفة إلى القمم الموجودة على أراضي بلدية جيرلاكوف أو بالقرب منها، وهي Gerlachfalvenses montes (والتي تعني باللاتينية «جبال قرية جيرلاكوف»)، في رسم لجبال تاترا العليا من 1717. كما أنها توازي اسم جيرلسدورفير سبيتز (قمة جيرلاكوف)  استخدمه أول شخص لتحديده على أنه أعلى قمة في جبال تاترا في عام 1838 (انظر أدناه)، والذي تم تقديمه كـ gerlachovský chochol (قمة جيرلاك) في نسخة سلوفاكية من تقريره في عام 1851. اكتسبت العديد من الجبال الأخرى في جبال تاترا العليا أسماءها من القرى الواقعة على سفوح التلال.
ما إن يتقرر أن الجبل كان أعلى نقطة في المنطقة، فإن خلافة السلطات التي سيطرت عليها كانت تهتم باسمها وغيرتها بشكل دوري لأسباب رمزية. في عام 1896، كجزء من النمسا والمجر، حصلت أعلى قمة في منطقة الكاربات على أول اسم ترعاه الحكومة - بعد رئيس الدولة المعاصر الإمبراطور فرانسيس جوزيف الأول. بعض الأحيان، لم تلحق أدلة الاستخدام بهذه التغييرات في الاسم. بعد تفكك النظام الملكي في عام 1918، ظل الجبل يُعرف باسم «جراخوسكي شتيت» لأنه ينتمي إلى قرية جيرلاكوف. الحكومة البولندية، التي تطالب بأراضي منطقة جبال تاترا العليا لبولندا، في وقت واحد تسمى جبل Szczyt Polski (القمة البولندية)، لكنها لم تتحكم فيها مطلقًا. غيرت الحكومة التشيكوسلوفاكية الجديدة الاسم إلى Štít legionárov (Legionnaires Peak) تكريما لجحافل التشيكوسلوفاكية في عام 1923، ولكن تم إسقاط الاسم لصالح جيرلاخوفسكوستيت السابق في عام 1932. نتيجة للانقلاب الشيوعي في عام 1948، تمت إعادة تسمية الجبل مرة أخرى - إلى ستالينوف ستيت (ستالين بيك) في عام 1949. تم استعادة اسمها التقليدي جراخوسكي شتيت (Gerlachovský štít) مرة أخرى بعد عقد من الزمان ولم يتغير خلال الوقت الحاضر.

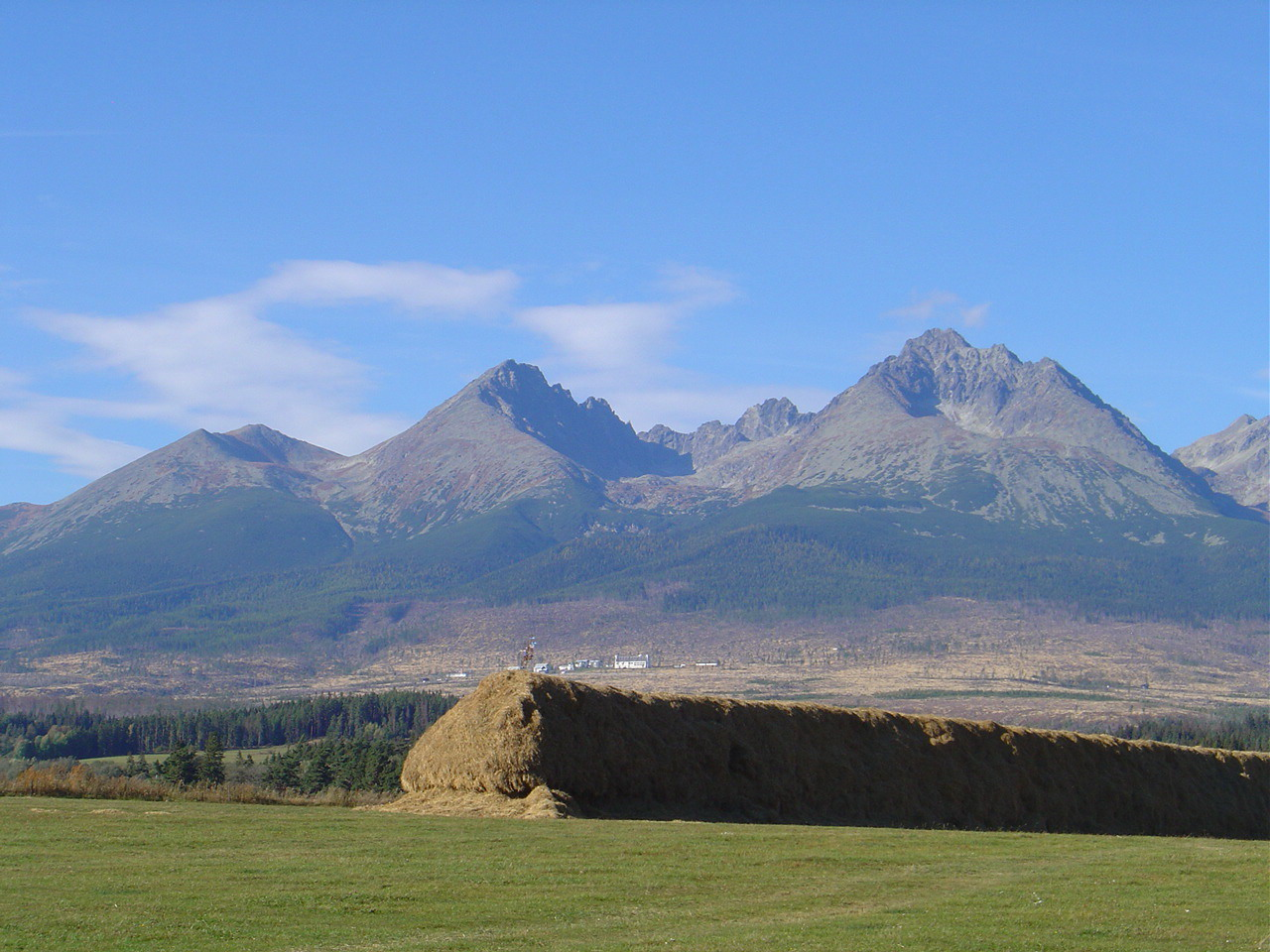
جراخوسكي شتيت (على اليمين) مع سيرك ضخم

لا يعتبر Gerlachovský štít دائمًا أعلى جبل في جبال تاترا. بعد أول قياس رسمي للقمم في جبال تاترا خلال فترة حكم هابسبورغ في القرن الثامن عشر، Kriváň (2,494   م) كان يعتبر الأعلى. قمم المرشح الأخرى للحصول على مركز أعلى جبل في ذلك الوقت كانت Lomnický štít (2,633   م) ويادوفشتيت (2,627)   م). كان أول شخص يعيّن Gerlachovský štít بدقة كأعلى قمة هو فورسترودوفت (Ludwig) Greiner في عام 1838. تم تأكيد قياس جرينر رسميًا من قبل حزب مسح للجيش النمساوي في عام 1868. ومع ذلك، تم قبولها بشكل عام فقط بعد أن أصدر معهد فيينا العسكري للجغرافيا مجموعة جديدة موثوقة من خرائط أوروبا الوسطى في كاليفورنيا. 1875.

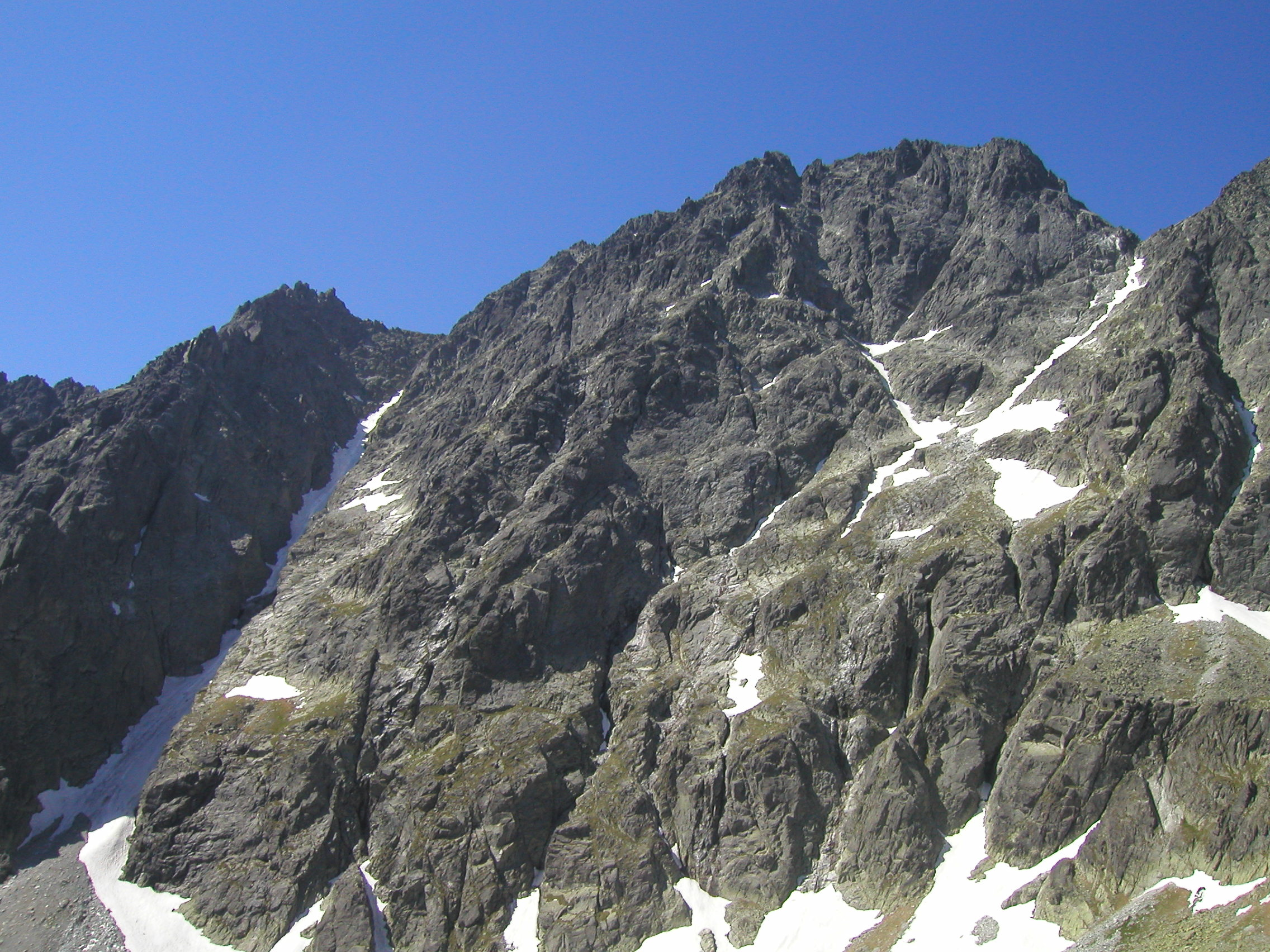
Gerlachovský štít ينظر من وادي فيليكا

يُسمح فقط لأعضاء نادي UIAA الوطني بتسلق القمة من تلقاء أنفسهم. يجب على الزوار الآخرين أخذ دليل جبلي معتمد. أسهل طريقين، عادة في أعلى Velická próba وأسفل Batizovská próba المسمى باسم الوديان الخاصة بها، محمية بالسلاسل. بسبب وجود قسم مكشوف على طول Velická próba وتوجيه صعب خاصة على التلال، كلاهما من بين طرق التدافع الأكثر صعوبة في High Tatras ، على الرغم من أنها تتسلق إلى حد ما، حيث توجد العديد من اللحظات التي يجب فيها الاعتماد على يد واحدة لحملها وزن الجسم. ومع عدم وجود الثلوج، أدلة الصف الطرق باعتبارها II أو III تسلق (سلم UIAA) أو خفض. يبلغ إجمالي الارتفاع في الارتفاع حوالي 1,000 متر (3,300 قدم) لأولئك الذين يقضون الليل في Sliezsky Dom Hotel  أو يقودهم هناك مرشد جبلي، وحوالي 1,665 متر (5,463 قدم) لأولئك الذين يتنزهون من Tatranská Polianka . في فصل الشتاء، يقدم Gerlachovský štít تسلق جبال الألب الصعب، مع التسلق المختلط وخطر الانهيارات الثلجية.
|                                                       | يناير | فبراير | مارس | أبريل | مايو | يونيو | يوليو | أغسطس | سبتمبر | أكتوبر | نوفمبر | ديسمبر |
| ----------------------------------------------------- | ----- | ------ | ---- | ----- | ---- | ----- | ----- | ----- | ------ | ------ | ------ | ------ |
| درجة حرارة الهواء </br> 2 - 3 مساءً                    | -11   | -11    | -8   | -5    | 0    | 3     | 5     | 5     | 2      | -1     | -6     | -9     |
| درجة حرارة الهواء </br> 2-3 مساءً، فهرنهايت            | 12    | 12     | 17   | 23    | 32   | 37    | 41    | 41    | 36     | 10     | 21     | 16     |
| ترسب </br> في ملليمتر                                 | 120   | 120    | 100  | 130   | 120  | 190   | 190   | 140   | 90     | 90     | 130    | 150    |
| أيام مع العواصف والبرق                                | 0     | 0      | 0    | 2     | 5    | 9     | 9     | 6     | 2      | 0      | 0      | 0      |
| أيام مع قمة 10+ دقيقة. </br> في السحب (انخفاض الرؤية) | 21    | 20     | 22   | 23    | 26   | 25    | 26    | 24    | 21     | 19     | 21     | 21     |
| أيام مع الجليد الجير                                  | 19    | 15     | 16   | 16    | 13   | 5     | 4     | 5     | 10     | 11     | 17     | 19     |
| أيام مع تساقط الثلوج                                  | 19    | 16     | 18   | 19    | 16   | 9     | 5     | 4     | 6      | 11     | 17     | 19     |
| أيام مع الثلج </br> غطاء> 1 سنتيمتر (0.4 بوصة)        | 31    | 28     | 31   | 30    | 24   | 8     | 4     | 3     | 6      | 15     | 28     | 31     |
| أيام مع وضوح </br> > 20 كيلومتر (12.4 ميل) في 02:00   | 15    | 12     | 12   | 7     | 3    | 3     | 4     | 5     | 8      | 17     | 15     | 15     |

## روابط خارجية
- "Gerlachovsky Stit". SummitPost.org.
- QTVR 360 درجة بانوراما من الذروة نسخة محفوظة 23 فبراير 2012 على موقع واي باك مشين.
- أوصاف تفصيلية للقمم في Template:Sk icon High Tatras Template:Sk icon
- خريطة المنطقة